# Слободка-Кульчиевецкая
Слободка-Кульчиевецкая (укр. Слобідка-Кульчієвецька) — село в Каменец-Подольском районе Хмельницкой области Украины.

## История
В июле 1995 года Кабинет министров Украины утвердил решение о приватизации находившегося здесь совхоза "Каменец-Подольский".
Население по переписи 2001 года составляло 885 человек.

## Местный совет
32309, Хмельницкая обл., Каменец-Подольский р-н, с. Слободка-Кульчиевецкая